# Charik (wieś)
Charik (ros. Харик) – wieś (sieło) w Rosji, w obwodzie irkuckim, w rejonie kujtuńskim. W 2010 liczyła 748 mieszkańców.